# Recuerdos del futuro (novela)
Recuerdos del futuro (Memories of the Future, 2019) es una novela con tintes autobiográficos escrita por Siri Hustvedt (Northfield, 19 de febrero de 1955). Esta estadounidense, de ascendencia noruega, también es conocida por ser la autora de Los ojos vendados (1992), El hechizo de Lily Dahl (1996), Elegía para un americano (2009) y El verano sin hombres (2011) entre muchos otros títulos destacables en una trayectoria literaria de género variado.
Publicada en España en abril del 2019 por la editorial Seix Barral, la obra sirvió de colofón para que en mayo del mismo año la autora recibiera el Premio Princesa de Asturias de las Letras por toda una labor literaria sustentada en el feminismo, el arte y la ciencia.

## Obra

### Argumento
La novela trata sobre una escritora reconocida la cual, mientras está inmersa en la escritura de sus memorias, redescubre los viejos diarios de su primer año en Nueva York, justo a fines de la década de 1970, cuando contaba con 23 años y acababa de salir de un pueblo de Minnesota, sin dinero y con el anhelo de nuevas experiencias. Entre retrospecciones, metaliteratura, feminismo y thriller psicológico, Recuerdos del futuro presenta un viaje de desarrollo psicológico, físico y moral del personaje principal.
En las líneas del diario la protagonista se redescubre en una joven deslumbrada por todo lo que le ofrece la nueva ciudad: el primer amor, los trazos de lo que sería su primera novela, la escena literaria que se abre ante ella y, por encima de todo, una obsesión casi enfermiza por su vecina. La mujer cada noche recita extraños monólogos en el apartamento colindante. El yo más joven del personaje principal se apremia en dejar constancia en sus cuadernos de las confesiones de las que es testigo silencioso cada noche y el interés por descubrir la verdad que se esconde tras la puerta cercana se intensifica.

### Temas
Mediante una temporalidad que abarca entre 1978, época en la que la joven S.H. llega a Manhattan, y 2016, momento presente donde redescubre el cuaderno de anotaciones pasadas y los recuerdos de la década de 1960, correspondientes a la infancia y adolescencia de la protagonista, se dispone una temática variada en la que prevalecen temas generales como:
- Feminismo:

Siri Hustvedt es reconocida por ser una precursora de los valores del feminismo y ha sido premiada por su trayectoria literaria basada en esta misma corriente social. Durante toda su carrera ha luchado contra aquellos que la reconocían por el simple hecho de ser la esposa de Paul Auster y no por su capacidad de crear, sus premios o sus logros científicos. En entrevistas ha expuesto que considera que aún hay mujeres que son castigadas por no pedir perdón por saber lo que saben o hacer lo que hacen. Por ello, para contrarrestar esta idea, tristemente común en la sociedad, expresa que las mujeres deben ejercer el poder y la autoridad sin esperar el permiso de un hombre para hacerlo.
Concretamente, en esta trama puede relacionarse con la S.H. que recuerda los acontecimientos de la década de 1960 y la relación con su progenitor. Él es el que, mientras su hija recita los huesos del cuerpo humano, la anima a seguir adelante para llegar a ser una buena enfermera, no una buena médica. La joven reta a su padre mentalmente e intenta, de la mano de la autora y su ideología desafiante, a combatir las desigualdades de género. Más adelante en la trama, S.H. se comparará con diferentes personajes históricos que fueron eclipsados por sus progenitores, familiares o esposos, como el caso de la aristócrata Elsa von Freytag-Loringhoven.
- Bildungsroman[12]:

Recuerdos del futuro trata sobre la evolución de un personaje, aunque no se exponga en una trama lineal. Le retrospección que hace S.H. ante sus recuerdos, tanto la joven inexperta como la escritora consagrada en 2016, tiene que ver con el desarrollo físico, moral, psicológico y social.
Cuarenta años después de la escritura del diario, la misma protagonista reflexiona sobre motivos temáticos más concretos como el paso del tiempo, el deseo, la gestión de los abusos sexuales por parte de las víctimas o el papel de la mujer en la sociedad. Deja constancia, también, de que el pasado sobrevuela el presente y que acontecimientos ocurridos al principio de una vida pueden llegar a conformar la existencia del individuo en el futuro.

### Género
Es evidente que la obra está formada por medio de múltiples capas literarias y, además, distintos estilos narrativos. Entre ellas interactúan ficción, con la historia lineal que se presenta y toda la trama de intriga con Lucy Brite, y ensayo, con interpelaciones directas en dirección al lector, análisis personales de las dos etapas vitales y reflexiones ante la veracidad o imaginación de los mismos recuerdos.
- Novela autobiográfica:

No son pocas las referencias que indican que la reconstrucción de la juventud de la protagonista estaría, en gran parte, basada en la experiencia de la misma Siri Hustvedt. La procedencia de la joven, la década en la que llega a Nueva York, la ocupación e, incluso, la correspondencia en las iniciales de los personajes y la autora, juntamente con la narración que se ofrece en primera persona, crea un retrato de una artista adolescente, es decir, un relato de autoficción o una biografía ligeramente novelada.
La S.H. posterior, la escritora de éxito que encuentra su propio cuaderno años más tarde, considera a la joven S.H. una seductora que llega a Nueva York con entusiasmo por vivir experiencias en un lúgubre apartamento lleno de libertad y de posibilidades mientras intenta crear una novela de misterio de calidad, sin demasiado éxito. Recuerda con nostalgia como consigue socializarse con gente de su edad, asiste a charlas poéticas y recitales en bares y experimenta una amplia vida social.
En la obra se aprecian evidentes entre el personaje de S.H. y Siri Hustvedt, pero la autora no ha desvelado cuanto hay de realidad o de ficción en los sucesos del relato.
- Thriller psicológico:

Es la parte de trama lineal en un espacio de doble temporalidad. Concretamente, se establece cuando se hace referencia a todo el asunto con Lucy Brite, los monólogos desesperados y el interés de S.H. por descubrir el misterio que rodea a la habitante que oye cada noche, sin olvidar la obsesión de la joven por plasmar todo lo que oye en el diario que encontrará años más tarde. Además, es significativo destacar que las mismas iniciales que comparten la autora de la novela y la protagonista también coinciden con uno de los detectives literarios más famosos de todos los tiempos: Sherlock Holmes (S.H.). No es de extrañar, entonces, que S.H. tenga borradores de novelas de misterio de cuestionable calidad.
Si bien todo ayuda a la creación de un ambiente inquietante y misterioso, es innegable que se trata de un recurso de distracción, sin una trama argumental, para alejar al lector del verdadero elemento de la obra esencial del género: el ensayo.
- Ensayo:

En otro orden de factores, dejando de lado los elementos de distracción de la parte narrativa de la novela, se llega al género del ensayo. En esta obra se trata este género en los pasajes de reflexión sobre la memoria y la inspiración donde se cuestiona en qué lugar termina el recuerdo y empieza la imaginación.
¿Son los recuerdos tal y como el individuo visualiza? En una trama con doble temporalidad se crea un análisis de los acontecimientos del pasado en un presente: la S.H. de 1978 visualiza de una manera los recuerdos de infancia y los traumas que pudieron acontecer y, a su vez, la S.H. de 2016 analiza los sucesos de la infancia junto con la retrospectiva que hacía a finales de la década de los 70, el yo de ahora analiza el yo del presente. Esa visión del pasado ya sea de una etapa o de otra, puede cambiar en función de los sucesos que el individuo haya experimentado a lo largo de los años que distancian los dos momentos. La autora crea conversaciones entre diferentes etapas de la vida del personaje principal y así el lector llega a la conclusión de que en esta obra lo real y lo imaginario se superponen.
Es importante tener en cuenta, también, que en estas partes ensayísticas Siri Hustvedt matiza sobre la capacidad de recordar momentos traumáticos a lo largo de la vida. La memoria humana tiene un límite y también es selectiva, así pues, cuando no se llega a recordar exactamente algo en concreto entra en juego la imaginación y esto conlleva confusión en el individuo que recuerda.